# Oleksandr Horyainov

Oleksandr Sergiyovich Horyainov (en ucraniano: Олександр Сергіиовиц Горяінов, Oleksandr Serhiyovich Goryainov)
(Járkov, Unión Soviética, 29 de junio de 1975) es un exfutbolista ucraniano que jugaba como portero. Actualmente es entrenador y está sin equipo tras entrenar al FC Metalist 1925 Járkov.

## Selección nacional
Ha sido internacional con la selección de fútbol de Ucrania en dos ocasiones.

### Participaciones en Eurocopas
| Copa          | Sede              | Resultado      |
| ------------- | ----------------- | -------------- |
| Eurocopa 2012 | Polonia · Ucrania | Fase de grupos |